# تشكل أنوال
تشكل أنوال هو تكوين جيولوجي في الأطلس الكبير للمغرب . يعود تاريخه إلى العهد الباثوني . يتكون من عضوين. يبلغ سمك الجزء السفلي عدة مئات من الأمتار ، ويتكون إلى حد كبير من حجر طيني مع أسرة عدسات من الحجر الرملي المتقاطع ، مع تقاطعات رقيقة من الحجر الجيري التي ترسبت في محيط قاري. يبلغ سمك الجزء العلوي عدة عشرات من الأمتار ويتكون من الحجر الجيري المترسب في بيئة بحرية ضحلة. التكوين أحفوري ، مع العديد من تقاطعات الحجر الجيري التي تسفر عن حيوانات متنوعة ، بما في ذلك البرمائيات والزواحف والديناصورات والثدييات. 

## باليوبيوتا

### سمك
| سمك                    | سمك      | سمك  | سمك           | سمك                                | سمك      | سمك   |
| جنس                    | محيط     | موقع | الموقف الطبقي | وفرة                               | ملاحظات  | الصور |
| ---------------------- | -------- | ---- | ------------- | ---------------------------------- | -------- | ----- |
| أرغانودوس              | غير محدد |      |               | ألواح الأسنان المعزولة             | الرئة    |       |
| Lepidotes / Scheenstia | غير محدد |      |               | أسنان وقشور معزولة                 |          |       |
| راجع الأيونات          | غير محدد |      |               | المقاييس المعينية                  |          |       |
| Mawsoniidae            | غير محدد |      |               | عظام الجمجمة بما في ذلك بارافينويد | كولاكانث |       |
| العظم اللساني          | غير محدد |      |               | الحرشفات (قشور صغيرة)              |          |       |

### برمائيات
| البرمائيات        | البرمائيات | البرمائيات | البرمائيات    | البرمائيات                           | البرمائيات | البرمائيات |
| جنس               | محيط       | موقع       | الموقف الطبقي | وفرة                                 | ملاحظات    | الصور      |
| ----------------- | ---------- | ---------- | ------------- | ------------------------------------ | ---------- | ---------- |
| البانيربيتونتيداي | غير محدد   |            |               | بريماكسيلا غير مكتمل وجبهي غير مكتمل |            |            |
| ؟ كوداتا          | غير محدد   |            |               | جزء من دنتري                         |            |            |
| ؟ ليسامفيبيا      | غير محدد   |            |               | جزء من الفك العلوي                   |            |            |

### سلاحف
| السلاحف     | السلاحف  | السلاحف | السلاحف       | السلاحف     | السلاحف            | السلاحف |
| جنس         | محيط     | موقع    | الموقف الطبقي | وفرة        | ملاحظات            | الصور   |
| ----------- | -------- | ------- | ------------- | ----------- | ------------------ | ------- |
| تيستوديناتا | غير محدد |         |               | شظايا قذيفة | ربما 4 أصناف مميزة |         |

### عظايا خرشفية
| ليبيدوصورس       | ليبيدوصورس | ليبيدوصورس | ليبيدوصورس    | ليبيدوصورس                                                                            | ليبيدوصورس | ليبيدوصورس |
| جنس              | محيط       | موقع       | الموقف الطبقي | وفرة                                                                                  | ملاحظات    | الصور      |
| ---------------- | ---------- | ---------- | ------------- | ------------------------------------------------------------------------------------- | ---------- | ---------- |
| راجع بارفيرابتور | غير محدد   |            |               | أربعة سنترا فقري                                                                      |            |            |
| منقاريات الرأس   | غير محدد   |            |               | قطعة واحدة من أسنان غير مكتملة ، جزء واحد من الفك العلوي يحمل قواعد اثنين من الأسنان. |            |            |
| سقنقوريات الشكل  | غير محدد   |            |               | جزء من الأسنان الحاملة للعظام ، يحتمل أن يكون جزءًا من العظم يحمل سنًا واحدًا كاملًا      |            |            |
| سكواماتا         | غير محدد   |            |               | الفك العلوي غير مكتمل ، فقرة ظهرية غير مكتملة ، جزء قريب من عظم الفخذ                 |            |            |

### مشيميات
| المشيميات   | المشيميات | المشيميات | المشيميات     | المشيميات                                                | المشيميات            | المشيميات |
| جنس         | محيط      | موقع      | الموقف الطبقي | وفرة                                                     | ملاحظات              | الصور     |
| ----------- | --------- | --------- | ------------- | -------------------------------------------------------- | -------------------- | --------- |
| كوريستوديرا | غير محدد  |           |               | متقطع مجزأ ، وسط فقرة ذيلية أمامية ، ربما وسط فقرة ظهرية | على غرار Cteniogenys |           |

### ديناصورات
| الديناصورات     | الديناصورات | الديناصورات | الديناصورات   | الديناصورات               | الديناصورات       | الديناصورات |
| جنس             | محيط        | موقع        | الموقف الطبقي | وفرة                      | ملاحظات           | الصور       |
| --------------- | ----------- | ----------- | ------------- | ------------------------- | ----------------- | ----------- |
| ثيروبودا        | غير محدد    |             |               | عدة أسنان                 |                   |             |
| أورنيثيشيا      | غير محدد    |             |               | سن                        | على غرار Alocodon |             |
| راجع ستيجوسوريا | غير محدد    |             |               | الأسنان المحفوظة بشكل سيئ |                   |             |

### تيروصورات
| التيروصورات       | التيروصورات | التيروصورات | التيروصورات   | التيروصورات | التيروصورات             | التيروصورات |
| جنس               | محيط        | موقع        | الموقف الطبقي | وفرة        | ملاحظات                 | الصور       |
| ----------------- | ----------- | ----------- | ------------- | ----------- | ----------------------- | ----------- |
| Rhamphorhynchidae | غير محدد    |             |               | أسنان       |                         |             |
| التيروصوريا       | غير محدد    |             |               | أسنان       | على غرار wukongopterids |             |

### تماسيح
| التماسيح       | التماسيح | التماسيح | التماسيح      | التماسيح                                              | التماسيح | التماسيح |
| جنس            | محيط     | موقع     | الموقف الطبقي | وفرة                                                  | ملاحظات  | الصور    |
| -------------- | -------- | -------- | ------------- | ----------------------------------------------------- | -------- | -------- |
| راجع ثيريوسوكس | غير محدد |          |               | أسنان                                                 |          |          |
| أتوبوصوريدي    | غير محدد |          |               | أسنان                                                 |          |          |
| تيليوصوريات    | غير محدد |          |               | أسنان                                                 |          |          |
| تالاتوسوتشيا   | غير محدد |          |               | الأسنان ، عناصر هيكلية مختلفة ربما تنتمي إلى فرد واحد |          |          |

### ثدييات
| الثدييات       | الثدييات | الثدييات | الثدييات      | الثدييات | الثدييات                                       | الثدييات |
| جنس            | محيط     | موقع     | الموقف الطبقي | وفرة | ملاحظات                                        | الصور    |
| -------------- | -------- | -------- | ------------- | --- | ---------------------------------------------- | -------- |
| Amphitheriidae | غير محدد |          |               | جزء من الضاحك الأيمن لفرد حدث لديه ضاحك سفلي أمامي واستبدال ضاحك خلفي ، جزء من ضاحك الأيمن عديم الأسنان ، ربما الجزء الأوسط الخلفي. | كلا الجزأين ينتميان على الأرجح إلى نفس التصنيف |          |
| دريوليستيدا    | غير محدد |          |               | جزء من سن يحمل نتوءًا واحدًا وجذرًا |                                                |          |